# Leucauge abbajae
Leucauge abbajae är en spindelart som beskrevs av Embrik Strand 1907. Leucauge abbajae ingår i släktet Leucauge och familjen käkspindlar.
Artens utbredningsområde är Etiopien. Inga underarter finns listade i Catalogue of Life.